# Гълъбнишка селищна могила
Гълъбнишката селищна могила е археологически обект с голяма площ.Тя представлява многослойно праисторическо селище. Заема около седемдесет декара. Селището е разположено на левия бряг на река Блато – приток на река Струма. Мястото е заселено около  6000 г. пр. Хр. и е обитавано в продължение на около 400 години. Вследствие на дългия период на обитаване се е натрупал културен пласт с дебелина от 5 m. 
Разкопките започват през 1979 година от Михаил Чохаджиев (1948 – 1985). Негов помощник е един от изявените праисторици в Европа – словашкият археолог Юрай Павук. В периода 1979 и 1993 година са проучени 1500 m² от селището. Резултатите от изследванията дават възможност на археолозите да възстановяват архитектурните особености и селищното устройство на тази ранен тип неолитни селища.
След преждевременната смърт на Михаил Чохаджиев през 1985 година, разкопките се продължават под ръководството на Стефан Чохаджиев (до 1987 г.). В проучванията участват Анета Бакъмска и от РИМ-Перник и Юрай Павук от Словашката академия на науките. В Гълъбник са проучени десет  строителни хоризонта от периода на ранния неолит. Най-горният пласт с дебелина 1,40 m е разрушен от по-късни строителни работи и един средновековен некропол.
Материалите от разкопките се съхраняват в колекцията на Регионолният исторически музей в гр. Перник. Част от тях са част от пастоянната експозиция на музея.

## Описание и особености
Археологическият обект Могилата се намира в местността Гурица (Гяурица) край река Блато при село Гълъбник. Дебелият близо 5 m културен слой има 10 хоризонта, първите четири от които датирани в периода 6000 – 5820 пр. Хр. Заедно със следващите две културни напластявания, те представят една специфична неолитна група. Към тази група се числят и праисторическите селища от село Прибой и Хокейната площадка при кв. Изток в град Перник. 
Обитателите на селището са носители на ранно-неолитна култура, обитавала югоизточния дял на Балканския полуостров. Праисторическото селище от Гълъбнишката могила представя тяхното присъствие в горното поречие на Струма през един твърде ранен етап от човешката история – ранният неолит.
Селището се е намира на 1,7 km от центъра на село Гълъбник. Разположено е върху ниска тераса, на левия бряг на реката. Надморската му височина е 640 m. Най-ранният строителен хоризонт попада под нивото на речните води. Селището е открито при корекция коритото на реката направено през 1977 г.
Основният етап на ранно неолитната култура на Западнобългарската рисувана керамика е представена чрез находките от Гълъбнишката селищна могила – т.нар. етап А/В, характеризиран c червено рисувана керамика. Този етап е подробно описан и обособен от Михаил Чохаджиев като самостоятелна фаза на културата на Западнобългарската рисувана керамика. В долните хоризонти на селищната могила, наред с характерните за комплекса сферични, полусферични и лалевидни форми се срещат и елегантни заоблено биконични купи с високо кухо конично столче. Последните се отнасят към категорията на фината керамика, която е и често украсена.
Ранноенеолитната група Гълъбник от поречието на Горна Струма ясно показва, че между групата Анзабегово–Връшник I (долината на река Вардар) и Караново I в Горнотракийската равнина е съществувала трета, независима и добре обособена културна единица. Ареалът на разпространение на тази група е ограничен, но такива са ареалите на синхронните културни групи като Слатина и Анзабегово – Връшник. Тези три групи се отнасят към първичната зона на разпространение на културата „Прото – Старчево“.

## Хронология на археологическото проучване
Кратки резюмета на резултатите от археологическото проучване на праисторическото селище край Гълъбник са обнародвани на Националните конференции посветени на Археологическите разкопки и проучвания проведени на територията на България, провеждани всяка година след 1972 г.
1979 и 1980
След разкопките на археологическия сезон Михаил Чохаджиев, констатира че в праисторическото селище се проследява почти цялостното развитие на ранния неолит, който се покрива от средно и късноенеолитни хоризонти, които са разрушени впоследствие. Най-ранните хоризонти показват един неизследван етап от ранния Неолит по реката на река Струма, който е близък до групата на Анзабегово – Връшник. По нататъшното развитие е аналогично на Старчево IIA(b) – Кремиковци – Градешница (Мало поле).
1981
През този сезон са регистрирани погребения от Късната античност и Средновековието и обитаване на мястото през ранната Бронзова епоха. Екипът на Чохаджиев започва проучването на хоризонта идентичен с втори хоризонт на неолитното селище при хокейната площадка в кв. Ленин (сега кв. Изток) в гр. Перник.
1982
През този сезон са установени седем разрушени строителни хоризонта от ранния Неолит, като два от тях са опожарени. Чохаджиев и екипът му установяват, че неолитизирането по река Струма се случва едновременно с това в Тракия.
1983
По време на този археологически сезон е открита огърлицата наброяваща повече от 1000 мъниста, оръдия на труда, фрагменти от керамика и два рисувани съда, пещ и огнище под горяла деструкция на дълбочина 2,10 m. Екипът на Чохаджиев също така стига до дълбочина от 1,40 m, където откриват още горели деструкции, чието проучване е планирано за следващия археологически сезон.
1984
Продължава проучването на централния сондаж, на дълбочина до 3,80 m, където се появява подпочвена вода. Изследван е културният пласт с бяло рисувана керамика. Намерено е дървено съоръжение подобно на стълба (тип ритловица), антропоморфно съдче, човешка фигурка и една култова масичка. Проучен е и втори участък, с площ от 600 m², където са открити много оръдия на труда, фрагменти от груба и фина керамика и три съда с черно рисувана украса. В следващите етапи на проучванията екипът планира да проучи културният пласт под подпочвените води. (Това е и последният сезон, в който проучването се ръководи от Михаил Чохаджиев, който умира внезапно през 1985 г.)
1985
През този сезон археологическото проучване е ръководен от Стефан Чохаджиев и Анета Бакъмска от българска страна и Юрай Павук от Словашката академия на науките. Археолозите работят в западния сондаж на обекта, като стигат до дълбочина от 2,40 m, където разкриват няколко разрушени пещи и част от жилище. В яма запълнена с горели мазилки е намерен нефритеният скиптър/брадва, който е без аналог от епохата на Неолита. Завършено е проучването на III строителен хоризонт и е започнато проучването на II, което проучване е планирано за следващия сезон на разкопките. Започване е отводняване на терена, за да се стигне под нивото на реката, за да се проучи най-ранният културен пласт. През този сезон, след отводняването е стигнато до дълбочина 4 m и са разкрити дупки за дървени колове, следи от дюшеме и основите на пещ. Намерената керамика е предимно груба, а намерената фината е украсена с бяла боя върху червена или кремава ангоба.
1986
През този сезон екипът е съсредоточен главно в основния сондаж, като целта е да се стигне до стерилен терен. Поради твърде високото наличие на подпочвена вода и големият дебит от 200 l/min проучваната площ е намалена до 50 m². Установено, е че общата дебелина на културния пласт е 5 m. Разкрити са основите на три строени едно над друго жилища, хромелни камъни, хавани, силно разрушени пещи и части от конструкция наподобяваща дървена скара. Намерени са много фрагменти от керамика, която не се различава съществено от вече по-рано намерената. Открити са три култови масички и една глинена лъжица. Материалите от този културен пласт са идентични с тези от праисторическото селище при село Прибой, които се поставят в началото на Западнобългарската култура с рисувана керамика Ib.
В западното продължение на сондажа са открити множество антопоморфни фигурки и фрагментирана керамика украсена с бяла, кафява и червена боя.
1987
Проучването продължава в южната част на западния сондаж, като са проучени пластовете с черно и червено рисувана керамика и е започнато проучване на пласта с бяло рисувана керамика. Открита е горяла стена от сграда, която вероятно е използвана за хамбар, тъй като при нея е открито голямо количество овъглено заедно с класовете зърно. В централната част на сондажа е разкрито опожарено помещение разбито с много ями по пода и запазена малка част от основите на пещта. До основите на жилището са открити три зърнохранилища, пълни с овъглено зърно. В жилището е открита колективна находка от оръдия на труда в различна степен на завършеност и пет глинени съда, рисувани с бяла боя.
1988
През този археологически сезон се работи в североизточната част на централния сондаж, където ранно-неолитният пласт е разбит от ями от Средновековието и бронзовата епоха. Открити са две антропоморфни фигурки – една паралелопипедна и една с орнитоморфни белези. В западния сондаж са разкрити стени на негорели жилища и няколко култови масички фрагментирана керамика рисувана с бяла боя, подобна на вече откритата. От този сезон разкопките се ръководят от Анета Бакъмска и Юрай Павук, а Стефан Чохаджиев започва работа по нови археологически обекти на територията на област Кюстендил.
1989
Приключено е проучването на V строителен хоризонт. Изяснен е общият план на селището от този период и ориентацията на сградите, както и ширината на отделните улици между тях. Открити са 75 находки – главно оръдия от кремък и кост, както и части от фрагментирана керамика, три големи груби съда, антропоморфни фигурки, култови масички и един бяло рисуван триъгълен жертвеник. Откритата керамика е само бяло рисувана, като са регистрирани неизвестни типове украса.
1990
Приключено е проучването на V строителен хоризонт и е започнато това на IV хоризонт. Достигнато е до основите на просторно жилище от V хоризонт. Находките са сравнително малко и включват фрагменти от съдове, рисувани с бяла боя, части от култови масички, зооморфни и антропоморфни фигурки. Открит е един зооморфен костен идол с врязана украса.

## Находки
В Историческия музей в Перник се съхранява изключително богатата колекция от находки, открити по време на продължителното археологическо проучване на Гълъбнишката селищна могила. Най-многобройна и разнообразен е броят на култовите масички. Сред уникалните находки е съд с форма на човешка глава, който е без аналог, както и единственият известен от ранния Неолит нефритен скиптър/брадва и впечатляващ брой нефритени брадвички.
Нефритеният жезъл е с продълговато тяло с оформени релефни ръбове по дължина и дъговидно извито острие с дължина 2 cm. При откриването предметът е бил счупен на 3 части, като още в древността е била отчупена част от него и мястото е било допълнително огладено. Повърхността му е шлифована и съвършено полирана. Размерите на находката са: дължина 36,4 cm, ширина 4,8 cm и дебелина 2,2 cm. Върху повърхността му личат дъги с голям диаметър – следи от обработката му. Предметът не е изследван трасологически, за да бъде установена технологията на обработката му. Тази ранна неолитна технология на обработка остава загадка за археолозите. Изключително трудната изработка на материала, дава основание за предположението, че предметът представлява жезъл – привързан към дървена тояга или втъкнат в дупка в дърво. Той е интерпретиран като безспорен символ на власт и индикатор за ранна социална диференциация.
Руслан И. Костов предполага, че повечето нефритени артефакти известни от археологическите обекти на територията на България от неолита и халколита са били обработвани с някакъв вид твърд абразивен медиум.
Освен десетина тесли и длета от нефрит, описани са още и две омфацит-съдържащи тесли, съответно представени от омфацитит и еклогит .
От това селище произхожда и една от най-забележителните находки от този исторически период – най-дългият мънистен наниз (наброяващ повече от 1000 обработени къса мъниста), направен от високо ценената в неолита средиземноморска мида спондилус, от денталиум, илит, мрамор и животински кости. За съжаление огърлицата е попаднала в пожар и е загубила блясъка и колорита си, а и много от мънистата са повредени. От запазените фрагменти археолозите успяват да възстановят наниз с впечатляващата дължина от 16,80 m. Част от огърлицата е нефритен разпределител – единственият известен дотогава от времето на ранния неолит, който е обект на специален научен интерес откакто е открит и публикуван в научната литература. Той представлява монолитен къс, оформен като три долепени и издути в средата маниста през които минават нанизите. Не е ясно каква технология е ползвана за изключително прецизната изработка на този малък по-размери елемент от огърлицата.
По време на разкопките са открити над 120 антропоморфни фигурики, като само много малка част са добре запазени. Най-типичният представител на скулптурата от групата Гълъбник е малка женска фигура с масивни хълбоци и подкъсени крака до коленете – вероятно скулптирани в коленичила поза. На цилиндричната глава, пластично е представен нос, а очите са маркирани са наклонени къси резки. Дланите отсъстват, а в горната част ръцете са скулптирани под формата на пън, гърдите са моделирани като миниатюрни заоблени израстъци, а половите органи са изобразени с резки.
Едни от най-ранните антропоморфни изображения от територията на България са открити в селищната могила при Гълъбник. На две плоски антропоморфни пластики с врязани линии по горната повърхност, посредством които може би е изобразена коса, а с малки дупки са изобразени очи, както и може би украшения. Две идентични антропоморфни пластики са открити от Михаил Чохаджиев и при разкопките на хокейната площадка при Перник. Разположението на паралела при врязаните линии на една от плочките е поразително подобен на печатите за глина, датиращи от същия период и ползвани в съседни култури Чавдар V (България), Цакран, Фиер (Албания) и Сентеш-Якшьорерпарт (Унгария). На една от другите плочки се наблюдават две перфорации, вероятно използвани за прикрепване като допълнителна украса към дрехи.

## Интерпретации
Според интерпретацията обитателите на селищната могила са търгували с нефрит в епоха, когато залежите навсякъде са били изчерпани и съответно поради тази причина те са били значително състоятелни.
Проблем с тази хипотеза, е че дотогава не е открито находище на нефрит в близката околност, както и в целия Балкански регион, от което да може да бъде добиван този много ценен в праисторията материал.
Особено богатата огърлица от над хиляда мъниста от раннонеолитното селище Гълъбник се разглежда в научната литература като съставна част от носията на неолитния човек, целият типологически комплекс на които мъниста и начинът на оформянето на нанизите всъщност е възникнал още по време на неолитната революция в Близкия изток и е бил пренесен на Балканския полуостров.